# 荷莉·史蒂爾
荷莉·史蒂爾（英語：Hollie Steel，1998年7月1日—），英国歌手。在十歲時，她是十位入圍英國達人的其中一個人。